# Liste der Bodendenkmäler in Aiterhofen
Auf dieser Seite sind die Bodendenkmäler in der niederbayerischen Gemeinde Aiterhofen zusammengestellt. Diese Tabelle ist eine Teilliste der Liste der Bodendenkmäler in Bayern. Grundlage ist die Bayerische Denkmalliste, die auf Basis des Bayerischen Denkmalschutzgesetzes vom 1. Oktober 1973 erstmals erstellt wurde und seither durch das Bayerische Landesamt für Denkmalpflege geführt wird. Die folgenden Angaben ersetzen nicht die rechtsverbindliche Auskunft der Denkmalschutzbehörde.

## Bodendenkmäler der Gemeinde Aiterhofen

### Bodendenkmäler in der Gemarkung Aiterhofen
| Lage                               | Objekt | Akten-Nr.     | Bild           |
| ---------------------------------- | --- | ------------- | -------------- |
| Aiterhofen (Standort)              | Drei verebnete Grabenwerke vor- und frühgeschichtlicher Zeitstellung, Siedlung und Grabenwerk der Linearbandkeramik, Grabenwerk und Bestattungsplatz des Mittelneolithikums, Siedlung des Mittelneolithikums (unter anderem Stichbandkeramik und Gruppe Oberlauterbach), Siedlung des Jungneolithikums (Münchshöfener oder Altheimer Gruppe), Siedlung und Grabenwerk des Jung- und Spätneolithikums (Altheimer und Chamer Gruppe), Siedlung und Grabenwerk des Endneolithikums, Siedlung der Bronzezeit, Siedlungen und Bestattungsplätze der Schnurkeramik, der Urnenfelderzeit und der Hallstattzeit, Bestattungsplatz der frühen Latènezeit, Siedlung und Grabenwerk der Latènezeit, Villa rustica der mittleren römischen Kaiserzeit sowie Siedlung des Mittelalters. | D-2-7141-0102 |                |
| Aiterhofen (Standort)              | Siedlungen der Linearbandkeramik, des Jungneolithikums (Münchshöfnerer Kultur), der frühen Bronzezeit, der Urnenfelderzeit, der frühen und späten Latènezeit und des späten Mittelalters sowie Grabenwerk der Hallstattzeit und Grabfunde der Linearbandkeramik und des Endneolithikums (Glockenbecherkultur). | D-2-7141-0103 |                |
| Aiterhofen (Standort)              | Grabenwerk vor- und frühgeschichtlicher Zeitstellung. | D-2-7141-0108 |                |
| Aiterhofen (Standort)              | Siedlungen der Linearbandkeramik und des Mittelneolithikums (Stichbandkeramik, Oberlauterbacher Gruppe), Siedlung und Bestattungsplatz des Jungneolithikums (Münchshöfener Kultur), Siedlung und Grabenwerk des Spätneolithikums (Badener Kultur), Bestattungsplatz des Endneolithikums (Schnurkeramik), Siedlungen der frühen und mittleren Bronzezeit, der Urnenfelderzeit und Hallstattzeit. | D-2-7141-0112 |                |
| Aiterhofen (Standort)              | Gräber und Siedlung vor- und frühgeschichtlicher Zeitstellung, unter anderem der Linearbandkeramik. | D-2-7141-0113 |                |
| Aiterhofen (Standort)              | Siedlungen des Jungneolithikums (Münchshöfener, Altheimer und Michelsberger Kultur), der (Früh)Bronzezeit, Urnenfelderzeit, Hallstatt- und Latènezeit und des Mittelalters sowie Gräber des Endneolithikums (Schnurkeramik) und des frühen Mittelalters. | D-2-7141-0114 |                |
| Aiterhofen (Standort)              | Siedlungen des Neolithikums (Linearbandkeramik, Stichbandkeramik/Gruppe Oberlauterbach, Altheimer und Chamer Gruppe), Siedlung oder Grab der Urnenfelderzeit, Siedlungen der Hallstattzeit, der Latènezeit sowie der römischen Kaiserzeit. | D-2-7141-0118 |                |
| Aiterhofen (Standort)              | Siedlung vor- und frühgeschichtlicher Zeitstellung sowie Bestattungsplatz des Endneolithikums (Schnurkeramik). | D-2-7141-0119 |                |
| Aiterhofen (Standort)              | Verebnetes Grabenwerk der Hallstattzeit sowie Siedlung vor- und frühgeschichtlicher Zeitstellung, unter anderem der römischen Kaiserzeit. | D-2-7141-0120 |                |
| Aiterhofen (Standort)              | Siedlung vor- und frühgeschichtlicher Zeitstellung. | D-2-7141-0122 |                |
| Aiterhofen (Standort)              | Siedlung vor- und frühgeschichtlicher Zeitstellung. | D-2-7141-0123 |                |
| Aiterhofen (Standort)              | Verebneter Grabhügel vorgeschichtlicher Zeitstellung. | D-2-7141-0124 |                |
| Aiterhofen (Standort)              | Siedlung vor- und frühgeschichtlicher Zeitstellung. | D-2-7141-0125 |                |
| Aiterhofen (Standort)              | Siedlung vor- und frühgeschichtlicher Zeitstellung. | D-2-7141-0126 |                |
| Aiterhofen (Standort)              | Verebnete Grabhügel vorgeschichtlicher Zeitstellung. | D-2-7141-0128 |                |
| Aiterhofen (Standort)              | Verebnete Grabhügel vorgeschichtlicher Zeitstellung. | D-2-7141-0129 |                |
| Aiterhofen (Standort)              | Verebnete Grabhügel vorgeschichtlicher Zeitstellung. | D-2-7141-0130 |                |
| Aiterhofen (Standort)              | Verebneter Grabhügel der späten Hallstattzeit. | D-2-7141-0331 |                |
| Aiterhofen (Standort)              | Siedlungen des Mittelneolithikums (Gruppe Oberlauterbach), des Jungneolithikums (Münchshöfener und Altheimer Gruppe), der Bronzezeit, Urnenfelderzeit und Hallstattzeit, der mittleren und späten Latènezeit, des frühen Mittelalters sowie Gräbergruppe der Schnurkeramik. | D-2-7141-0342 |                |
| Aiterhofen (Standort)              | Siedlungen vorgeschichtlicher Zeitstellung unter anderem des Neolithikums, der Hallstatt- und der Latènezeit. | D-2-7141-0383 |                |
| Aiterhofen Schulgasse 4 (Standort) | Pfarrkirche St. Margareta Untertägige mittelalterliche und frühneuzeitliche Befunde und Funde im Bereich der Katholischen Pfarrkirche St. Margarethen in Aiterhofen mit zugehörigem Friedhof und ihres Vorgängerbaus. | D-2-7141-0385 | weitere Bilder |
| Aiterhofen (Standort)              | Siedlung des Jungneolithikums (Altheimer Gruppe). | D-2-7141-0399 |                |
| Aiterhofen (Standort)              | Siedlung des Neolithikums, der frühen Bronzezeit, der Bronzezeit und der Urnenfelderzeit sowie der Hallstattzeit. Bestattungsplatz der Hallstattzeit. | D-2-7141-0458 |                |

### Bodendenkmäler in der Gemarkung Amselfing
| Lage                 | Objekt | Akten-Nr.     | Bild                       |
| -------------------- | --- | ------------- | -------------------------- |
| Amselfing (Standort) | Siedlung vor- und frühgeschichtlicher Zeitstellung. | D-2-7042-0030 |                            |
| Amselfing (Standort) | Siedlung vor- und frühgeschichtlicher Zeitstellung. | D-2-7042-0035 |                            |
| Amselfing (Standort) | Schloss Moosdorf Untertägige mittelalterliche und frühneuzeitliche Befunde und Funde im Bereich des ehemaligen Hofmarkschlosses Moosdorf mit abgegangenem Turmhügel, Wassergraben, Gartenanlagen und einstmaligen Wirtschaftsgebäuden. | D-2-7141-0132 |                            |
| Amselfing (Standort) | Siedlungen vor- und frühgeschichtlicher Zeitstellung, unter anderem des Jungneolithikums (Altheimer Gruppe) und der Hallstattzeit. | D-2-7141-0133 |                            |
| Amselfing (Standort) | Siedlung vor- und frühgeschichtlicher Zeitstellung. | D-2-7141-0134 |                            |
| Amselfing (Standort) | Siedlung vor- und frühgeschichtlicher Zeitstellung. | D-2-7141-0135 |                            |
| Amselfing (Standort) | Siedlung vor- und frühgeschichtlicher Zeitstellung, unter anderem des Neolithikums (Linearbandkeramik). | D-2-7141-0136 |                            |
| Amselfing (Standort) | Siedlung vor- und frühgeschichtlicher Zeitstellung. | D-2-7141-0137 |                            |
| Amselfing (Standort) | Verebnete Grabhügel vorgeschichtlicher Zeitstellung. | D-2-7141-0138 |                            |
| Amselfing (Standort) | Siedlung des Neolithikums. | D-2-7141-0141 |                            |
| Amselfing (Standort) | Siedlung des Neolithikums. | D-2-7141-0327 |                            |
| Amselfing (Standort) | Verebnetes Grabenwerk und Siedlung vor- und frühgeschichtlicher Zeitstellung. | D-2-7141-0330 |                            |
| Amselfing (Standort) | Untertägige frühneuzeitliche Befunde und Funde im Bereich der Katholischen Filialkirche St. Stephanus in Amselfing mit zugehörigem Friedhof.                                                                                           | D-2-7141-0387 | Bodendenkmal D-2-7141-0387 |
| Amselfing (Standort) | Siedlung des Neolithikums (Gruppe Oberlauterbach). | D-2-7142-0099 |                            |
| Amselfing (Standort) | Siedlungen des Neolithikums unter anderem der Stichbandkeramik und des jüngeren Neolithikums. | D-2-7142-0100 |                            |
| Amselfing (Standort) | Siedlung des Neolithikums. | D-2-7142-0101 |                            |
| Amselfing (Standort) | Verebneter Grabhügel vorgeschichtlicher Zeitstellung sowie Bestattungsplatz der Glockenbecherkultur. | D-2-7142-0102 |                            |
| Amselfing (Standort) | Gräber oder Siedlung der Latènezeit. | D-2-7142-0103 |                            |
| Amselfing (Standort) | Siedlungen des Neolithikums unter anderem der Linearbandkeramik sowie Bestattungsplatz der mittleren Bronzezeit. | D-2-7142-0106 |                            |
| Amselfing (Standort) | Siedlung vor- und frühgeschichtlicher Zeitstellung. | D-2-7142-0107 |                            |
| Amselfing (Standort) | Verebnete Grabhügel vorgeschichtlicher Zeitstellung. | D-2-7142-0110 |                            |
| Amselfing (Standort) | Verebneter Grabhügel vorgeschichtlicher Zeitstellung. | D-2-7142-0111 |                            |
| Amselfing (Standort) | Grabhügel vorgeschichtlicher Zeitstellung sowie Siedlung vor- und frühgeschichtlicher Zeitstellung. | D-2-7142-0114 |                            |
| Amselfing (Standort) | Verebneter Grabhügel vorgeschichtlicher Zeitstellung. | D-2-7142-0116 |                            |
| Amselfing (Standort) | Verebneter Grabhügel vorgeschichtlicher Zeitstellung. | D-2-7142-0117 |                            |
| Amselfing (Standort) | Siedlung vor- und frühgeschichtlicher Zeitstellung und Grabhügel vorgeschichtlicher Zeitstellung. | D-2-7142-0119 |                            |
| Amselfing (Standort) | Verebnete Grabhügel vorgeschichtlicher Zeitstellung. | D-2-7142-0120 |                            |
| Amselfing (Standort) | Siedlung vor- und frühgeschichtlicher Zeitstellung. | D-2-7142-0121 |                            |
| Amselfing (Standort) | Verebnete Grabhügel vorgeschichtlicher Zeitstellung. | D-2-7142-0122 |                            |
| Amselfing (Standort) | Verebnete Grabhügel vorgeschichtlicher Zeitstellung. | D-2-7142-0123 |                            |
| Amselfing (Standort) | Verebnete Grabhügel vorgeschichtlicher Zeitstellung. | D-2-7142-0124 |                            |
| Amselfing (Standort) | Siedlung vor- und frühgeschichtlicher Zeitstellung. | D-2-7142-0125 |                            |
| Amselfing (Standort) | Siedlung vor- und frühgeschichtlicher Zeitstellung. | D-2-7142-0126 |                            |
| Amselfing (Standort) | Siedlung vor- und frühgeschichtlicher Zeitstellung. | D-2-7142-0127 |                            |
| Amselfing (Standort) | Siedlung vor- und frühgeschichtlicher Zeitstellung. | D-2-7142-0128 |                            |
| Amselfing (Standort) | Siedlung vor- und frühgeschichtlicher Zeitstellung. | D-2-7142-0129 |                            |
| Amselfing (Standort) | Siedlung vor- und frühgeschichtlicher Zeitstellung. | D-2-7142-0130 |                            |
| Amselfing (Standort) | Siedlung vor- und frühgeschichtlicher Zeitstellung. | D-2-7142-0382 |                            |
| Amselfing (Standort) | Siedlung vor- und frühgeschichtlicher Zeitstellung. | D-2-7142-0383 |                            |
| Amselfing (Standort) | Siedlung vor- und frühgeschichtlicher Zeitstellung. | D-2-7142-0385 |                            |
| Amselfing (Standort) | Siedlung vor- und frühgeschichtlicher Zeitstellung. | D-2-7142-0386 |                            |
| Amselfing (Standort) | Siedlung vor- und frühgeschichtlicher Zeitstellung. | D-2-7142-0388 |                            |
| Amselfing (Standort) | Siedlung vor- und frühgeschichtlicher Zeitstellung. | D-2-7142-0389 |                            |
| Amselfing (Standort) | Untertägige mittelalterliche und frühneuzeitliche Befunde und Funde im Bereich der Katholischen Filialkirche St. Blasius in Ainbrach mit zugehörigem Friedhof                                                                          | D-2-7142-0432 | weitere Bilder             |
| Amselfing (Standort) | Siedlung vor- und frühgeschichtlicher Zeitstellung. | D-2-7142-0439 |                            |
| Amselfing (Standort) | Siedlung der Altheimer Kultur. | D-2-7142-0466 |                            |

### Bodendenkmäler in der Gemarkung Geltolfing
| Lage                             | Objekt | Akten-Nr.     | Bild           |
| -------------------------------- | --- | ------------- | -------------- |
| Geltolfing (Standort)            | Siedlungen der Linearbandkeramik, des Mittelneolithikums (Stichbandkeramik/Gruppe Oberlauterbach) und der Hallstattzeit sowie Reihengräber des frühen Mittelalters. | D-2-7141-0143 |                |
| Geltolfing (Standort)            | Siedlung des Neolithikums, der Bronzezeit, der Hallstattzeit und der Latènezeit. | D-2-7141-0144 |                |
| Geltolfing (Standort)            | Siedlungen des Jungneolithikums (Münchshöfener Gruppe) der frühen und mittleren Bronzezeit, der Urnenfelderzeit, Hallstatt- und Latènezeit sowie der römischen Kaiserzeit. Grabfunde der frühen Latènezeit und der römischen Kaiserzeit sowie Reihengräber des frühen Mittelalters. | D-2-7141-0145 |                |
| Geltolfing (Standort)            | Verebnete Grabhügel und Siedlung vorgeschichtlicher Zeitstellung sowie verebnetes viereckiges Grabenwerk vor und frühgeschichtlicher Zeitstellung. | D-2-7141-0149 |                |
| Geltolfing (Standort)            | Siedlung vor- und frühgeschichtlicher Zeitstellung. | D-2-7141-0151 |                |
| Geltolfing (Standort)            | Verebnete Grabhügel vorgeschichtlicher Zeitstellung. | D-2-7141-0152 |                |
| Geltolfing (Standort)            | Siedlung vor- und frühgeschichtlicher Zeitstellung. | D-2-7141-0153 |                |
| Geltolfing (Standort)            | Verebneter Grabhügel vorgeschichtlicher Zeitstellung. | D-2-7141-0154 |                |
| Geltolfing (Standort)            | Verebnete Grabhügel vorgeschichtlicher Zeitstellung. | D-2-7141-0155 |                |
| Geltolfing (Standort)            | Verebneter Grabhügel vorgeschichtlicher Zeitstellung. | D-2-7141-0156 |                |
| Geltolfing (Standort)            | Siedlung vor- und frühgeschichtlicher Zeitstellung sowie Bestattungsplatz der frühen Bronzezeit und der frühen Latènezeit. | D-2-7141-0157 |                |
| Geltolfing (Standort)            | Siedlung vor- und frühgeschichtlicher Zeitstellung. | D-2-7141-0158 |                |
| Geltolfing (Standort)            | Siedlung der Latènezeit. | D-2-7141-0159 |                |
| Geltolfing (Standort)            | Verebnete Grabhügel vorgeschichtlicher Zeitstellung. | D-2-7141-0160 |                |
| Geltolfing (Standort)            | Verebnetes Grabenwerk vor- und frühgeschichtlicher Zeitstellung. | D-2-7141-0162 |                |
| Geltolfing (Standort)            | Siedlung vor- und frühgeschichtlicher Zeitstellung. | D-2-7141-0164 |                |
| Geltolfing Kirchweg 7 (Standort) | Untertägige mittelalterliche und frühneuzeitliche Befunde und Funde im Bereich der Katholischen Pfarrkirche St. Petrus und Paul in Geltolfing und ihrer Vorgängerbauten. | D-2-7141-0395 | weitere Bilder |
| Geltolfing (Standort)            | Untertägige mittelalterliche und frühneuzeitliche Befunde und Funde im Bereich der ehemalige Kapelle St. Georg in Geltolfing mit abgegangenem Friedhof. | D-2-7141-0396 |                |
| Geltolfing Kirchweg 5 (Standort) | Schloss Geltolfing Untertägige frühneuzeitliche Befunde und Funde im Bereich des ehemaligen Wasserschlosses von Geltolfing und seiner Vorgängerbauten. | D-2-7141-0397 | weitere Bilder |
| Geltolfing Aiterhofen (Standort) | Siedlung des Neolithikums (Münchshöfener Gruppe, Glockenbecherkultur), Bestattungsplatz der Schnurkeramik, Siedlung der Frühbronzezeit und der Urnenfelderzeit sowie vorgeschichtlicher und mittelalterlich/neuzeitlicher Zeitstellung                                              | D-2-7141-0462 |                |

### Bodendenkmäler in der Gemarkung Niederharthausen
| Lage                        | Objekt | Akten-Nr.     | Bild           |
| --------------------------- | --- | ------------- | -------------- |
| Niederharthausen (Standort) | Verebnete Grabhügel vorgeschichtlicher Zeitstellung. | D-2-7141-0167 |                |
| Niederharthausen (Standort) | Siedlung vor- und frühgeschichtlicher Zeitstellung. | D-2-7141-0168 |                |
| Niederharthausen (Standort) | Verebnete Grabhügel vorgeschichtlicher Zeitstellung. | D-2-7141-0169 |                |
| Niederharthausen (Standort) | Verebnete Grabhügel vorgeschichtlicher Zeitstellung. | D-2-7141-0170 |                |
| Niederharthausen (Standort) | Untertägige mittelalterliche und frühneuzeitliche Befunde und Funde im Bereich der Katholischen Filialkirche St. Johannes d.T. in Niederharthausen und ihrer Vorgängerbauten. | D-2-7141-0391 | weitere Bilder |
| Niederharthausen (Standort) | Siedlung des Jungneolithikums (Altheimer Gruppe). | D-2-7142-0132 |                |
| Niederharthausen (Standort) | Siedlung der Hallstattzeit. | D-2-7142-0134 |                |
| Niederharthausen (Standort) | Verebnete Grabhügel vorgeschichtlicher Zeitstellung. | D-2-7142-0137 |                |

### Bodendenkmäler in der Gemarkung Oberpiebing
| Lage                   | Objekt                        | Akten-Nr.     | Bild |
| ---------------------- | ----------------------------- | ------------- | ---- |
| Oberpiebing (Standort) | Siedlung der Urnenfelderzeit. | D-2-7141-0163 |      |

### Bodendenkmäler in der Gemarkung Schambach
| Lage                 | Objekt | Akten-Nr.     | Bild |
| -------------------- | --- | ------------- | ---- |
| Schambach (Standort) | Siedlung vor- und frühgeschichtlicher Zeitstellung, unter anderem der Altheimer Kultur und der Bronzezeit/Urnenfelderzeit. | D-2-7142-0285 |      |

### Bodendenkmäler in der Gemarkung Straßkirchen
| Lage                    | Objekt                                              | Akten-Nr.     | Bild |
| ----------------------- | --------------------------------------------------- | ------------- | ---- |
| Straßkirchen (Standort) | Siedlung vor- und frühgeschichtlicher Zeitstellung. | D-2-7142-0357 |      |